# As I Walked Out One Midsummer Morning
As I Walked Out One Midsummer Morning is een boek van Laurie Lee. Het boek is in 1969 uitgebracht en is het tweede boek van zijn semiautobiografische trilogie. Het is het vervolg op Cider with Rosie (1959).